# هجوم البوكمال 2016
هجوم البوكمال 2016، يعرف أيضًا باسم عملية يوم الغضب، تم شنه على مدينة بلدة البوكمال الواقعة على الحدود السورية العراقية بقيادة جيش سوريا الجديد الذي تدعمه الولايات المتحدة.

## الهجوم
في 28 يونيو 2016، شن ثوار جيش سوريا الجديد الهجوم من التنف وسيطروا على قرية السكرية (شمال البوكمال)، مطار الحمدان العسكري المجاور، مستشفى عائشة الخيري (في شمالي البوكمال) والعديد من المواقع في الصحراء بين معبر التنف الحدودي والبوكمال. ونقلت قوات جيش سوريا الجديد جواً إلى المنطقة عبر ثلاث مروحيات للتحالف وساعد في التقدم أنصار سريين للجيش السوري الحر داخل المدينة. وفي الوقت نفسه عندما بدأت العملية، أفيد بأن الشرطة الاتحادية العراقية تستعد لمهاجمة بلدة القائم بشكل آني، على الجانب العراقي من الحدود. ولكن رجال القبائل السنية العراقية كانوا هم في الواقع المشاركين في العملية، وأدوا «دورهم على عجل وبشكل غير كافي»، مما أثار انتباه داعش حول الهجوم. شرع داعش بقطع الكهرباء والاتصالات عن في البوكمال، ثم حفر الخنادق حول المدينة.
وفي اليوم التالي، تم سحب الغطاء الجوي الأمريكي في منتصف المعركة لمهاجمة قافلة كبيرة لداعش تفر من الفلوجة. وبسبب هذا، استعاد داعش السيطرة على القاعدة الجوية، وأجبر الثوار على التقهقر من أطراف البوكمال، وهاجم خطوط إمداد جيش سوريا الجديد عبر الصحراء الجرداء. وطوق مقاتلو داعش الثوار في كمين مفاجئ. أفيد بأنهم كبدوا الثوار خسائر فادحة واستولى الجهاديين على الأسلحة. تراجع الثوار في البداية إلى المناطق الصحراوية النائية، قبل أن ينسحبوا إلى قاعدتهم في معبر التنف الحدودي على بعد 200 ميلاً.
وصف الهجوم من قبل البعض بأنه «هزيمة قاسية» و«مهزلة من طراز خليج الخنازير» بالنسبة للثوار، بينما ذكر مدير المرصد السوري لحقوق الإنسان بعد الهزيمة أن العملية بأكملها «كانت عرض إعلامي أكثر من أي شيء آخر». وذكر وزير الدفاع الأمريكي آشتون كارتر، في ما يتعلق بسحب الدعم الجوي عن الثوار، «فوتنا فرصة».